# Női nemzeti bajnokság I
De magyar női labdarúgó-bajnokság I (Hongaars: Hongaarse voetbalkampioenschap voor vrouwen I) is sinds 1984 de hoogste voetbaldivisie die door de Hongaarse voetbalbond voor vrouwen wordt georganiseerd. De competitie telt acht clubs.
De club die als eerste eindigt, plaatst zich voor de UEFA Women's Champions League. De club die als laatste eindigt, degradeert naar de magyar női labdarúgó-bajnokság II.

## Verloop
Het huidige kampioenschap verloopt in drie (voor één ploeg vier) fases:
1. het gewone kampioenschap, waarbij elke club twee keer tegen elke andere tegenstander speelt (14 wedstrijden)
2. de play-off, waarbij elke club twee keer tegen elke andere ploeg uit zijn tabelhelft speelt (6 wedstrijden)
3. de finales om de eerste, derde, vijfde en zevende plaats (heen- en terugwedstrijd)
4. voor de zevende: een play-off tegen de tweede uit tweede klasse (heen- en terugwedstrijd)

In het seizoen 2016-17 spelen de volgende ploegen in de Női NB1:
| Club                    | Plaats      | Op rij | Titels | Beste | 2015-16   |
| ----------------------- | ----------- | ------ | ------ | ----- | --------- |
| Astra Hungary FC        | Boedapest   | 8      | 0      | 2     | 6         |
| Budapest Honvéd         | Boedapest   | 1      | 0      | 8     | 1e in NB2 |
| Ferencváros             | Boedapest   | 4      | 2      | 1     | 1         |
| Győri ETO               | Győr        | 2      | 0      | 4     | 4         |
| Kóka KSK                | Kóka        | 2      | 0      | 5     | 5         |
| MTK Hungária            | Boedapest   | 16     | 6      | 1     | 2         |
| Újpest                  | Boedapest   | 1      | 0      | 6     | 2e in NB2 |
| Viktória FC Szombathely | Szombathely | 18     | 2      | 1     | 3         |

## Geschiedenis
Lange tijd domineerden afzonderlijke vrouwenploegen de Hongaarse damesvoetbalcompetitie: naast László Kórház SC, dat de eerste drie titels won, gingen tot 2003 alle titels naar 1. FC Femina (10) en Renova FC (3). Sindsdien namen de damesafdelingen van bekende mannenploegen het over, met MTK (6) en Ferencváros (2).
Tot 2009–10 speelden acht ploegen vier keer tegen elke andere tegenstander, waardoor na 28 wedstrijden de winnaar bekend was.
In 2010 werd de competitie uitgebreid naar tien ploegen en werd het systeem veranderd. Na een gewoon tornooi waarin elke club elke andere tegenstander één keer thuis en één keer uit bekampt, werd een play-off ingevoerd waarbij de eerste vijf teams streden om de titel en de laatste vijf om het behoud. Daarbij werden de resultaten uit de gewone competitie half behouden: die tegen de tegenstanders uit dezelfde poule bleven behouden, de andere vervielen. In 2012 werd dat systeem licht aangepast om het probleem te vermijden dat telkens twee ploegen vrij waren: de titelplay-off werd beslecht door de eerste zes ploegen, de degradatieplay-off door de laatste vier.
In 2013 werd de competitie weer ingeperkt tot acht ploegen, waarbij de verdeling tussen de play-offs 4/4 werd. Sinds 2015 spelen de ploegen per twee dan nog eens een finale om hun plaats in het kampioenschap te beslissen (eerste tegen tweede en derde tegen vierde in beide play-offs). De eerste zes ploegen blijven daarna in eerste klasse, de laatste degradeert en de zevende speelt nog eens een play-off, ditmaal tegen de tweede uit NB2.

## Landskampioenen

### Landstitels per club
Het volgend overzicht toont het aantal landstitels per club (tot en met seizoen 2015/16)
| Club                    | Titels | Laatste titel |
| ----------------------- | ------ | ------------- |
| 1. FC Femina            | 10     | 2008          |
| László Kórház SC        | 9      | 2000          |
| MTK Hungária            | 6      | 2014          |
| Renova FC               | 3      | 1993          |
| Viktória FC Szombathely | 2      | 2009          |
| Ferencvárosi TC         | 2      | 2016          |